# La Vie d'artiste (album de Christophe Maé)
Pour les articles homonymes, voir La Vie d'artiste.
Albums de Christophe Maé
L'Attrape-rêves
(2016) C'est drôle la vie
(2023)
Singles
1. Les Gens
Sortie : 27 septembre 2019
2. Casting
Sortie : 13 décembre 2019
3. La Vie d'artiste
Sortie : 8 mai 2020
4. L'ours
Sortie : 30 octobre 2020

La Vie d'artiste est le cinquième album studio du chanteur français Christophe Maé, sorti en 2019.
En 2020, il est réédité sous le titre Ma vie d’artiste Unplugged, avec des chansons reprises en version acoustique ainsi qu'un duo inédit avec Youssou N'Dour.

## Critiques
Dans une critique parue dans Le Parisien, on peut notamment lire « Par petites touches, Christophe Maé parle de lui dans ce disque écrit à quatre mains avec son nouveau complice Paul Ecole. Pour mieux parler à tout le monde. Il signe ainsi un grand album de variété, élégant et populaire. »
Dans La Voix du Nord, Emmanuelle Dupeux écrit notamment « Dans La Vie d’artiste, le chanteur à la voix écorchée si caractéristique, égraine douze titres simples et sincères sur la vie, écrits en collaboration avec Paul École, son complice depuis le précédent disque. Chacun pourra se reconnaître dans ces textes parfois doux-amers, mais aussi optimistes et tendres. »

## Liste des titres
1. À nos amours - 3:35
2. Les Gens - 3:05
3. Casting - 4:24
4. La Fin de l'été - 4:24
5. Week-end sur deux - 3:47
6. Bouquet de roses - 4:22
7. Les Sirènes - 3:49
8. Les Mêmes que nous - 3:19
9. La Vie d'artiste - 3:44
10. Mon pays - 4:12
11. La Plus Jolie des fées - 4:38
12. La Dernière Danse - 4:08

## Classements
| Classement (2019)            | Meilleure place |
| ---------------------------- | --------------- |
| France (SNEP)                | 2               |
| Belgique (Wallonie Ultratop) | 2               |
| Suisse (Schweizer Hitparade) | 6               |

## RééditionMa vie d’artiste Unplugged(2020)
En octobre 2020, l'artiste sort l'album acoustique « unplugged », Ma vie d’artiste Unplugged. L'album contient un titre inédit, L'Ours, en duo avec l'artiste sénégalais Youssou N'Dour. Christophe Maé explique ainsi que grâce à cela La Vie d'artiste « est un album qui a une deuxième vie ». Cette réédition regroupe des chansons enregistrées dans des conditions live dans les Studios de la Fabrique de Saint-Rémy-de-Provence. Le chanteur déclare « C’était génial (...) C’est un album qui nous a fait du bien à enregistrer. On a enregistré le tout live dans la même pièce, ce qui n’est pas le plus évident à faire car, lorsque l’un d’entre-nous se trompait, il fallait tout recommencer. Mais c’était une belle expérience (...) Il y a une énergie qui est très live”. »
Cet album est notamment disponible en double vinyle.
Liste des titres
1. L'Ours (titre inédit, avec Youssou N'Dour)
2. Mon Paradis (version acoustique « unplugged »)
3. Ça fait mal (version acoustique « unplugged »)
4. Mon p’tit gars (version acoustique « unplugged »)
5. Maman (version acoustique « unplugged »)
6. J’ai laissé (version acoustique « unplugged »)
7. La Rumeur (version acoustique « unplugged »)
8. L'Automne (version acoustique « unplugged »)
9. C’est ma terre (version acoustique « unplugged »)
10. Il est où le bonheur (version acoustique « unplugged »)
11. Lampedusa (version acoustique « unplugged »)
12. Ballerine (version acoustique « unplugged »)
13. Les Sirènes (version acoustique « unplugged »)
14. L'Ours (version acoustique « unplugged »)